# 난부 시게노부

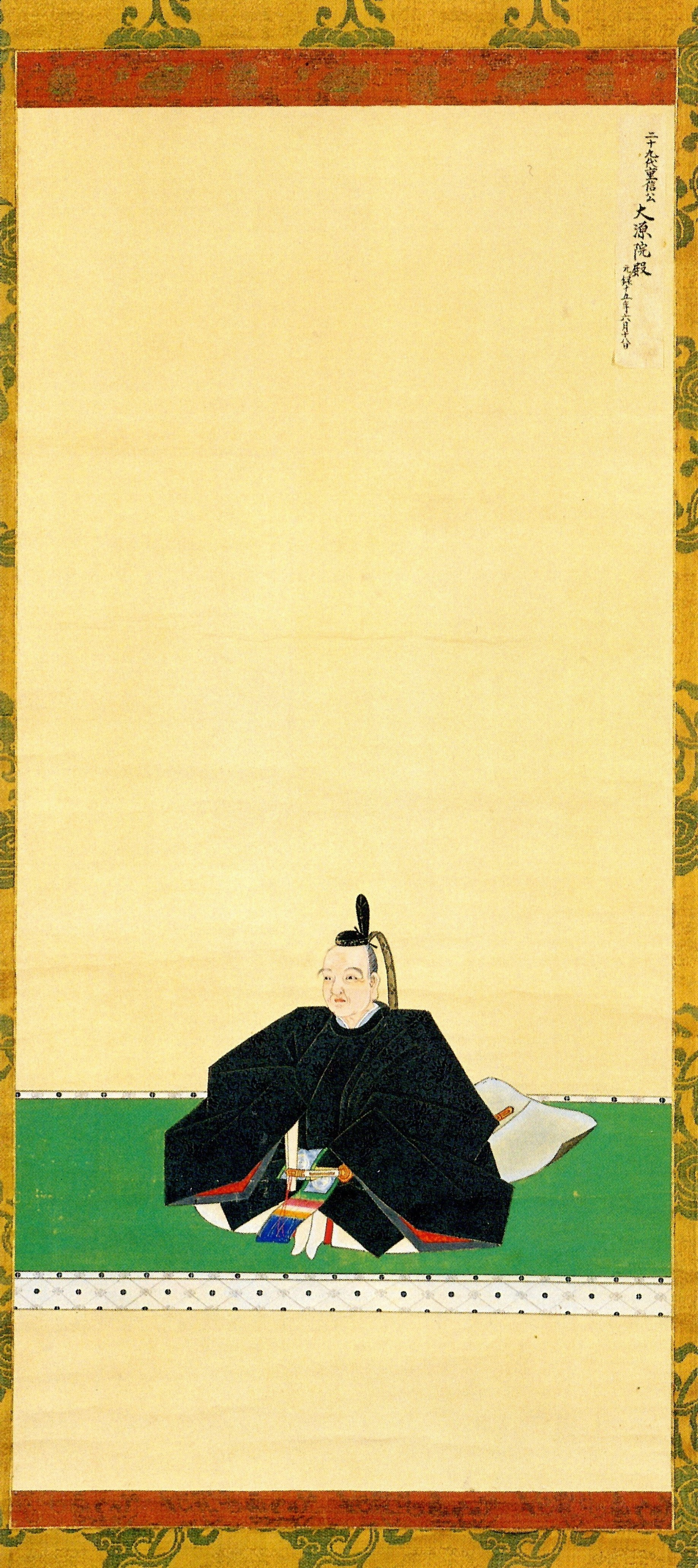
난부 시게노부

난부 시게노부(일본어: 南部重信, 1616년 6월 28일 ~ 1702년 7월 12일)는 모리오카번의 3대 번주이다. 어릴적 이름은 히코로쿠로(彦六郎)이며, 별명은 오토마쓰(乙松), 나베마쓰마루(鍋松丸)이다. 초명은 하나와 시게마사(花輪重政)였다가 시치노헤 가문을 계승하여 시치노헤 시게노부(七戸重信)라 불렸고, 시치노헤 하야토(七戸隼人)라는 별명을 가졌다. 본가 당주가 되면서 다시 난부 성을 사용하였다.
초대 번주 난부 도시나오의 다섯째 아들로 시모헤이 군 하나와에서 태어났다. 어머니는 하나와 마사토모의 딸 마쓰(松)이나, 일설에는 니사토 촌의 헤이 씨(閉伊氏) 출신이라고도 한다. 형 난부 시게나오가 건재했기 때문에 본가를 계승하지는 못하고 1648년에 시치노헤 가문의 대를 잇고 시치노헤 성주 자리에 머물렀다. 1664년, 형 시게나오가 후사 없이 사망하자 모리오카 10만 석 중 8만 석 영지를 분할 상속받았다. 하치노헤 2만 석은 나카사토 나오요시에게 돌아갔다. 1680년, 4대 쇼군 도쿠가와 이에쓰나가 후사 없이 사망하면서, 이에쓰나의 조카 쓰나토요와 동생 쓰나요시가 5대 쇼군 후보로 경합하였을 때, 과감히 쓰나요시를 지지하여 새로운 쇼군으로 취임하는 데에 일조하였다. 관위가 종4위로 올라가고 고산케 대접을 받게 된 것도 이 때문이라고 한다. 1692년 음력 9월 27일에 장남 유키노부에게 번주직을 양위하고 은거하였으며, 1702년에 87세의 나이로 에도에서 사망하였다.
| 전임 난부 시게나오 | 제3대 모리오카번 번주 1664년 ~ 1692년 | 후임 난부 유키노부 |